# 阿瓦讷-阿沃内
阿瓦讷-阿沃内（法語：Avanne-Aveney，法語發音：[avan avnɛ]）是法国杜省的一个市镇，位于该省中西部偏北，属于贝桑松区。该市镇于1973年由原市镇阿瓦讷（Avanne）和阿沃内（Aveney）合并而成。

## 地理
阿瓦讷-阿沃内（47°12'8"N, 5°57'51"E）面积8.62 平方千米，位于法国勃艮第-弗朗什-孔泰大區杜省，该省份为法国东部内陆省份，北起上索恩省，西接汝拉省，东部及东南部与瑞士接壤，东北部与贝尔福地区省接壤。
与阿瓦讷-阿沃内接壤的市镇（或旧市镇、城区）包括：贝桑松、蒙费朗堡、朗斯奈、普拉耶-拉库阿尔德、伯尔。

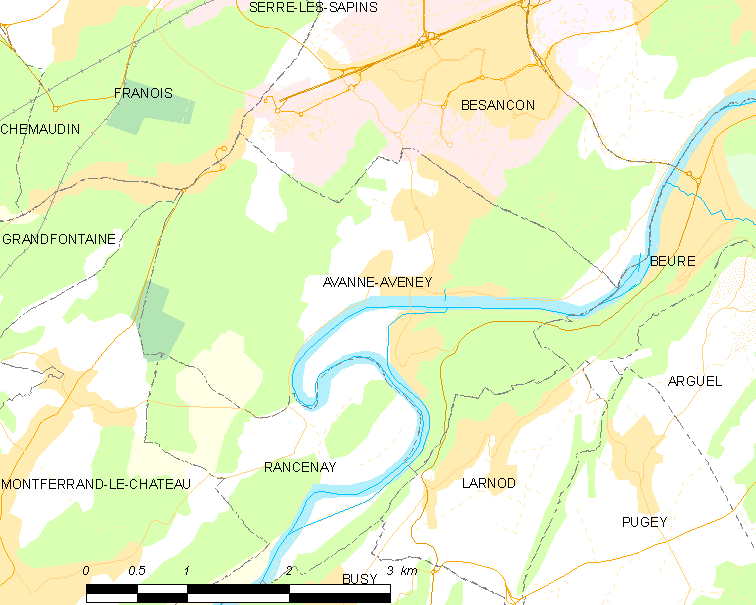
阿瓦讷-阿沃内的OSM定位图

阿瓦讷-阿沃内的时区为UTC+01:00、UTC+02:00（夏令时）。

## 行政
阿瓦讷-阿沃内的邮政编码为25720，INSEE市镇编码为25036。

## 政治
阿瓦讷-阿沃内所属的省级选区为贝桑松第一县。

## 人口

1962-2008年间阿瓦讷-阿沃内人口变化图示

阿瓦讷-阿沃内于2022年1月1日时的人口数量为2237人。